# 카이로네이아 전투
카이로네이아 전투(기원전 338년)는 보이오티아의 카이로네이아 근교에서 벌어진 전투로 마케도니아 왕국의 필리포스 2세가 이끄는 마케도니아군이 아테나이-테바이 연합군을 상대로 싸워 압도적으로 승리한 전투이다. 이 전투에서 필리포스는 테살리아, 에페이로스, 아이톨리아, 북부 포키스, 에피네미디아 로크리스 등과 동맹을 맺어 아테나이와 테바이의 연합군을 물리쳐 그리스에서 마케도니아의 주도권을 잡는 데 결정적인 도움을 받았다.
아테나이군과 테바이군은 전열의 중앙에 배치되었다. 필리포스는 마케도니아군의 우익을 지휘하고, 당시 18살의 알렉산드로스 대왕은 좌익을 지휘하였다. 유명한 기병대 헤타이로이는 마케도니아군 후위에 배치되었다.

## 전투
고대의 사료에 따르면 양측은 오랜 기간 동안 치열한 전투를 벌였다고 한다. 교착 상태를 해소하기 위해 필리포스는 고의로 우익의 병사를 뒤로 물려 아직 전투에 참여하지 않은 적군의 호플리테스(장갑보병)을 끌어내 이들의 전열을 붕괴시키려 하였다. 대부분의 사료들은 알렉산드로스가 최초로 테바이군의 전열을 붕괴시켰고 이에 뒤따라 용감한 무리들(필리포스의 가장 노련한 장수들) 뒤따랐다고 한다. 이 광경을 보고 필리포스는 휘하의 병사들에게 맹렬히 공격할 것을 명했고 애국심은 충만하였으나 훈련을 제대로 받지 못한 아테나이인들은 필리포스 휘하의 숙련된 군사들을 당해내지 못했다고 한다. 아테나이인들이 패주하자 테바이인 들은 전장에 홀로 남았고, 승기를 탄 마케도니아 군에게 포위당해 결국 완패했다고 한다. 300명으로 이루어진 유명한 테바이 신성대 중 254명이 이 전투에서 전사하고 나머지 46명은 부상을 당하거나 포로로 잡혔다고 한다.
디오도로스 시켈로스에 따르면 이 전투는 알렉산드로스 휘하의 군대가 최종적으로 적의 전열을 돌파하여 궤주시키기 전까지 상당히 장기간동안 치열하게 전개되었다고 한다. 천 명이 넘는 아테나이인들이 전장에서 쓰러졌고 적어도 2천은 되는 사람들이 포로로 잡혔다고 한다. 마찬가지로 많은 수의 보이오티아 사람들이 전사했고 상당히 많은 이들이 포로로 잡혔다.
이 전투에서 알렉산드로스의 진격에 관하여 훗날 널리 퍼진 속설이 되는 또 다른 해석이 역사가 니콜라스 G.L 헤몬드(Nicholas G. L. Hammond)로부터 나왔다. 그는 그 자신이 컴파니언 기병대의 사령관이기도 했던 알렉산드로스가 직접 필립포스의 기동으로 인해 생긴 공간으로 진격하여 적 전열의 측면을 공격했다고 한다. 그러나 플루타르코스, 프론티누스, 디오도로스와 같은 오늘날까지 남은 고대의 사료 중 이에 대하여 언급하는 것은 없다. 우리는 헤몬드가 이러한 해석은 그저 사색의 결과 이상의 것이 아니라고 했던 데 주목해야 한다. 그러나 이 이야기는 이후에 많은 역사 서적과 웹 사이트에서는 마치 역사적 사실인 것처럼 서술되었다. 말들이 장애물을 만날 경우 겁을 무척이나 많이 내기 때문에 기병대가 똘똘뭉친 보병 진형을 무너뜨리기란 쉽지 않은 일이다. 기병대는 보병대가 이동을 하면서 진형이 흐트러졌을 때에야 기병이 활약할 수 있는데 테바이의 신성대는 이동하지 않을 경우 자신들의 위치에서 한치도 흐트러짐 없이 서 있었던 게 분명하다.

## 결과
카이로네아 전투 이후 테바이의 군사력은 붕괴되었으며 300명의 정예 부대로 이루어진 테바이 신성대 대부분이 전사하였다. 아테나이 군 역시 심각한 타격을 입었다. 신성대의 용맹함을 확인한 필리포스는 이들의 용맹과 자기 희생적 정신을 기념하기 위하여 사자의 상을 세우는 것을 허가하였다. 이제 남아있는 병사로 마케도니아군과 전투를 벌여 중부 그리스를 방어하는 것은 거의 불가능한 상황이었다. 한편 마케도니아의 국왕 필리포스 2세는 18살 된 아들 알렉산드로스를 아테나이로 보내 협상을 하고 전쟁을 끝내려 하였다. 아테나이의 장군 뤼시클레스는 훗날 패전의 책임을 물어 아테나이인들에게 처형된다.
필리포스는 자신에게 저항했던 그리스의 폴리스들에게 충성을 맹세하고 페르시아 원정을 위한 병사와 자금을 지원하는 대가로 용서해 주었다. 필리포스의 자비에 놀란 아테나이인들은 재빨리 이러한 조건을 받아들이고 나머지 그리스 폴리스들도 뒤를 따랐다.
필리포스는 아테나이가 창시한 델로스 동맹이나 스파르타가 창시한 펠로폰네소스 동맹과 유사한 코린토스 동맹을 창설하였다. 그러나 코린토스 동맹은 이전까지 그리스 폴리스들이 구성했던 어떤 동맹들보다도 성공적이고 오래 지속되었다. 그리하여 코린토스 동맹은 일종의 국가적 실체를 구성할 수 있게 되었다. 델로스 동맹이나 펠로폰네소스 동맹처럼 그리스 도시국가들의 경쟁으로 인하여 동맹이 해체될 것을 우려하여 필리포스는 마케도니아로부터 대표를 파견하여 각 그리스 폴리스들 간의 질서를 유지하는 중요한 역할을 맡게 하였다.
코린토스 동맹을 창설한 후에 필리포스의 아들 알렉산드로스는 마케도니아 군을 이끌고 페르시아 원정을 단행하여 승리를 거두었다.